# Ewa Mazanek
Ewa Mazanek (ur. 1950, zm. 1 sierpnia 2007) – polska specjalistka i autorka publikacji z zakresu rehabilitacji dzieci i młodzieży z mózgowym porażeniem dziecięcym, wykładowca Akademii Pedagogiki Specjalnej im. Marii Grzegorzewskiej w Warszawie, wieloletni kierownik Pracowni Rehabilitacji.

## Publikacje
- Mózgowe porażenie dziecięce: problemy psychologiczno-pedagogiczne (Akademia Pedagogiki Specjalnej im. Marii Grzegorzewskiej Wydaw., 2003, ISBN 83-87079-91-X)